# 2.º Regimiento Antiaéreo de Asalto
El 2.º Regimiento Antiaéreo de Asalto (Flak-Sturm-Regiment. 2 (mot.)) fue una unidad de la Luftwaffe durante la Segunda Guerra Mundial.

## Historia
Fue formado en abril de 1944 a partir del 653.º Regimiento Antiaéreo en el control de las siguientes unidades bajo el III Cuerpo Antiaéreo:
- mixta I Grupo/20.º Regimiento Antiaéreo
- mixta II Grupo/52.º Regimiento Antiaéreo
- 80.º Batallón Ligero Antiaéreo

El 18 de junio de 1944 todos los batallones se convierten en batallones antiaéreos de asaslto. El batallón a veces aparece como I Grupo, III Grupo/2.º Regimiento Antiaéreo de Asalto, pero esto nunca se hizo oficial, y las unidades se mantuvieron bajo sus nombres antiguos hasta el final.

## Comandantes
- Coronel Josef Moser – (21 de abril de 1944 – 2 de octubre de 1944)
- Teniente coronel Wilhelm Mätje – (3 de octubre de 1944 – mayo de 1945)

## Servicios
- abril de 1944 – junio de 1944: cerca de Somme estuary (III Cuerpo Antiaéreo).
- junio de 1944 – agosto de 1944: en Normandia (III Cuerpo Antiaéreo).
- septiembre de 1944: en Holanda(?) (III Cuerpo Antiaéreo).
- 1 de octubre de 1944: bajo el III Cuerpo Antiaéreo con mixta I Grupo/16.º Regimiento Antiaéreo (motorizada) y mixta I Grupo/20.º Regimiento Antiaéreo (mixta motorizada).
- 1 de noviembre de 1944: bajo la 2.ª División Antiaérea con el Stab, 3.º Escuadra, 5.º Escuadra/mixta I Grupo/20.º Regimiento Antiaéreo (mixta motorizada); 1.º Escuadra/80.º Regimiento Ligero Antiaéreo (Sf); Stab, 1.º Escuadra, 3.º Escuadra/95.º Regimiento Ligero Antiaéreo (motorizada); 1.º Escuadra, 4.º Escuadra/mixta I Grupo/16.º Regimiento Antiaéreo (motorizada).
- noviembre de 1944: en el área del Eifel, XIV Comando Aéreo.
- 1 de diciembre de 1944: bajo la 2.ª División Antiaérea con mixta I Grupo/20.º Regimiento Antiaéreo (mixta motorizada); mixta II Grupo/52.º Regimiento Antiaéreo (motorizada); 80.º Regimiento Ligero Antiaéreo (Sf) y 95.º Regimiento Antiaéreo (motorizada)
- enero de 1945: en Cottbus.